# Lenmagolaj

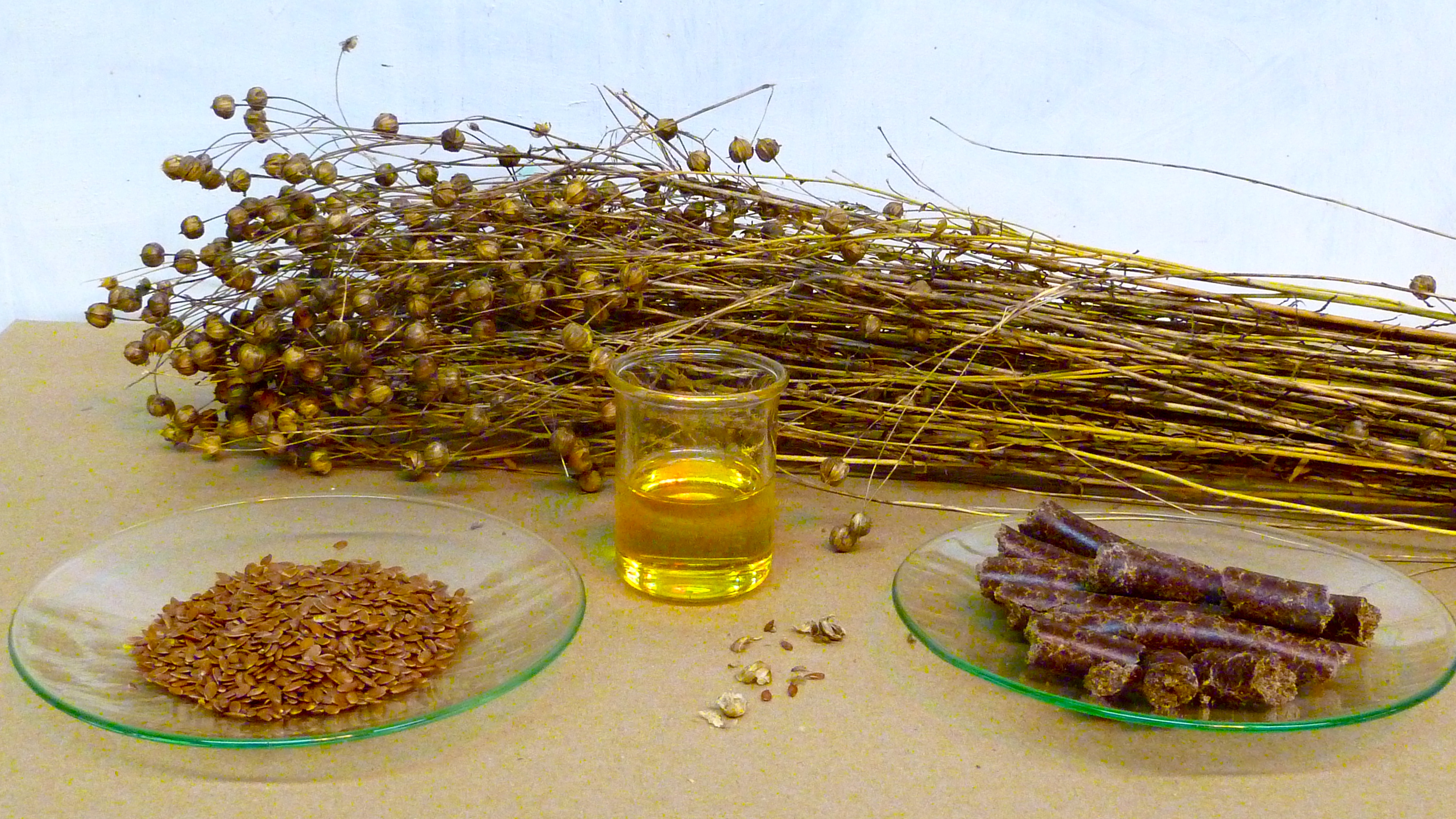
Len, lenmag, lenmagolaj, lenmagtorta

A len magjából hidegen kisajtolt olaj 4,5–23%-ban tartalmaz cisz-linolsavat és 26–58%-ban linolénsavat. 
Sportolók (különösen a testépítők) akkor használnak lenmagolajat, ha komolyan diétáznak testzsírszázalékuk csökkentése érdekében, s minden zsírt meg kell vonniuk szervezetüktől. Az emberi szervezetnek azonban szüksége van zsírokra, de elsősorban a telítetlenekre. Ennek biztosítására a legjobb a lenmagolaj, ami alfa-linolénsavat tartalmaz, s igen gazdag omega-3 zsírsavakban. Ismert hiánytünete nincs, de kutatók szerint gyorsítja az anyagcserét, ezáltal a zsírégetést is. Hagyományos üveges és kapszulás formában is kapható, hatásos adagja naponta 15-45 ml, illetve 1-3 gramm. 
A lenmagolajat krikettütők karbantartására is használják: az ütő fafelületeit időnként ezzel dörzsölik be. Művészeti olajfestékek oldóanyaga.